# Dancing Co-Ed

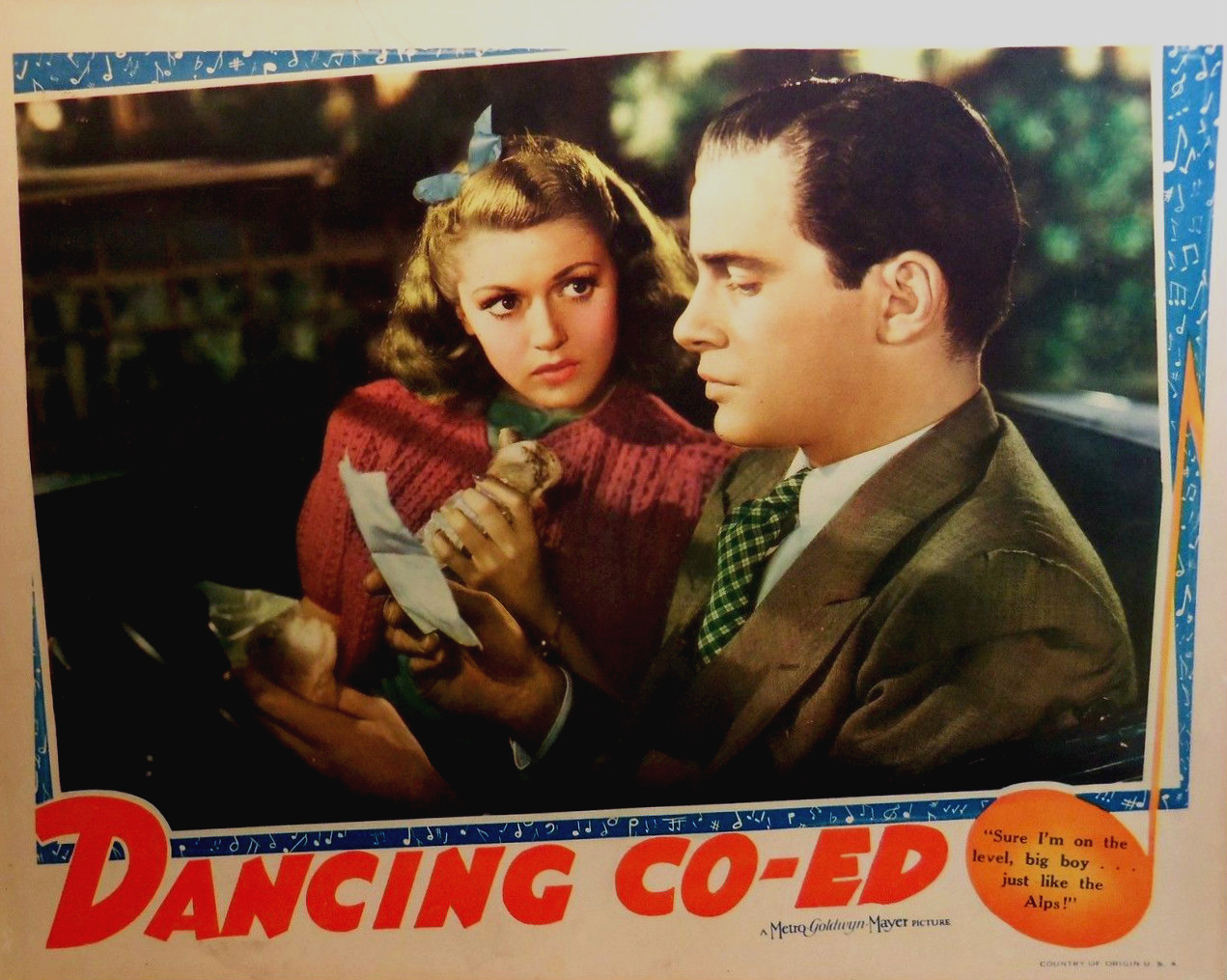
Lana Turner et Richard Carlson

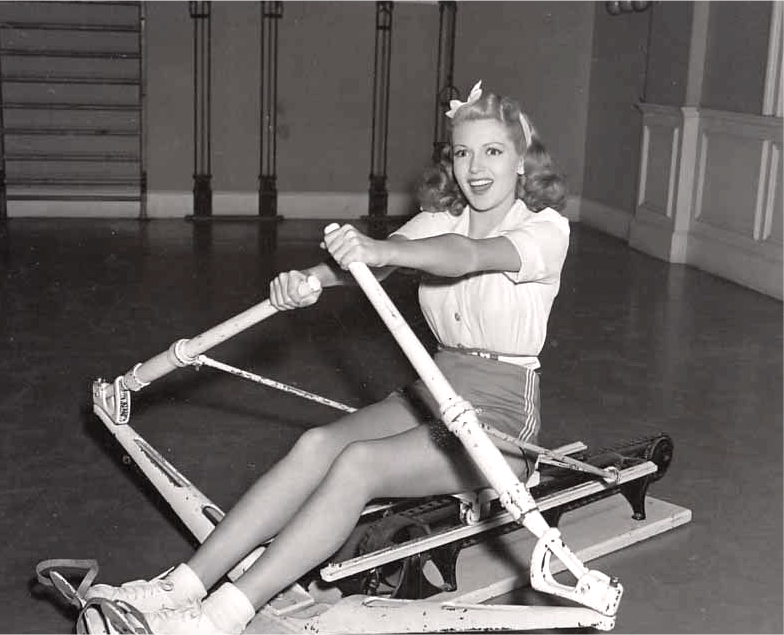
Lana Turner

Pour plus de détails, voir Fiche technique et Distribution.
Dancing Co-Ed est un film américain en noir et blanc réalisé par S. Sylvan Simon, sorti en 1939.

## Synopsis
Alors que le couple de danseurs Tobins doit se produire dans un nouveau spectacle, madame Tobins annonce à qu'elle est enceinte. Le producteur doit donc chercher une remplaçant et lance un concours national auprès des étudiantes de tout le pays. Mais le concours est bidonné…

## Fiche technique
- Titre original : Dancing Co-Ed
- Réalisation : S. Sylvan Simon
- Scénario : Albert Mannheimer d'après l'histoire The Dancing Coed d'Albert Treynor
- Production : Edgar Selwyn
- Société de production : Metro-Goldwyn-Mayer
- Musique : David Snell et Edward Ward
- Photographie : Alfred Gilks
- Montage : W. Donn Hayes
- Direction artistique : Cedric Gibbons
- Décorateur de plateau : Edwin B. Willis
- Costumes : Dolly Tree
- Distribution : Metro-Goldwyn-Mayer
- Langue : Anglais
- Pays de production : États-Unis
- Format : noir et blanc - 1.37:11 Son : Mono (Western Electric Sound System)
- Genre : Comédie musicale, Comédie romantique
- Durée : 84 minutes
- Dates de sortie : 
  - États-Unis : 29 septembre 1939
  - France : 7 décembre 1945

## Distribution
- Lana Turner : Patty Marlow
- Richard Carlson : Michael "Pug" Braddock
- Artie Shaw : lui-même
- Ann Rutherford : Eve Greeley
- Lee Bowman : Freddy Tobin
- Thurston Hall : Henry W. Workman
- Leon Errol : Sam "Pops" Marlow
- Roscoe Karns : Joe Drews
- Mary Field : Miss Jenny May
- Walter Kingsford : le Président Cavendish
- Mary Beth Hughes : "Toddy" Tobin
- June Preisser : "Ticky" James
- Monty Woolley : le professeur Lange
- Chester Clute : Pee Wee
- Veronica Lake : non créditée